# Kyōtanabe
Kyōtanabe (京田辺市?) è una città giapponese della prefettura di Kyōto.